# Comtat de Sacramento
El comtat de Sacramento és un comtat situat a l'estat de Califòrnia, Estats Units. Al cens de 2020, la població al comtat era d'1.585.055 habitants. La seu del comtat és Sacramento que és la capital de l'estat de Califòrnia des de 1854.

## Geografia
El comtat de Sacramento és el centre de l'àrea metropolitana del Gran Sacramento. El comtat té una superfície de 2.570 km2 i està situat al nord de la vall del Gold Country.  De la seva superfície, 2.500 km2  són terra i 75 km2 corresponen a rius i llacs. El territori del comtat és, de mitjana, a una altitud propera al nivell del mar, amb zones més baixes per dessota d'aquest nivell. El punt més alt del comtat és Carpenter Hill de 252 m d'altitud al sud-est de Folsom. Els principals rius són el riu American, riu Sacramento, el riu Cosumnes, que és un afluent del riu Mokelumne, i el Dry Creek, un afluent del riu Sacramento.
| Comtat de Sutter                | Comtat de Placer      | Comtat d'El Dorado |
| Comtat de Solano Comtat de Yolo |                       | Comtat d'Amador    |
| Comtat de Contra Costa          | Comtat de San Joaquin |                    |

El comtat s'estén entre les terres del delta del riu Sacramento i el riu San Joaquin, inclosa la badia de Suisun. Cap al nord fins 16 km més enllà de la seu de l'estat de Califòrnia i a l'est fins als contraforts de les muntanyes de Sierra Nevada. La part meridional del comtat té accés directe a la badia de San Francisco.

## Història
El comtat de Sacramento va ser un dels comtats fundadors de Califòrnia el 1850, quan es creà l'estat. El comtat va rebre el nom del riu Sacramento, que fa la frontera occidental del comtat. El nom al riu li va donar l'oficial de cavalleria espanyol Gabriel Moraga en referència al "Santísimo Sacramento" de l'Eucaristia catòlica.
El comtat forma part dels 27 comtats originaris de Califòrnia. La seva ciutat més gran, Sacramento, es va convertir en la capital de l'estat de Califòrnia el 1854. La Carta (llei) del Comtat es va establir l'any 1933 i encara és vigent. L'actual segell, la bandera i els símbols del comtat es van adoptar el 1961.